# Casa da Azenha
A Casa da Azenha é um solar português do século XVII. Localiza-se em Lamego numa propriedade vitivinícola de 13 hectare. Atualmente é um hotel.